# Spica
A Spica (α Vir, α Virginis, Alpha Virginis) a Szűz csillagkép legfényesebb csillaga, az éjszakai égbolt 15. legfényesebb csillaga. Béta Cephei típusú változócsillag, egy kék óriás, 250 fényévre a Földtől.

## Leírása
Színe kissé kékesfehér, B1 III-IV színképosztályú. Kettőscsillag. A kettős fényesebb összetevőjének felszíni hőmérséklete 22 400 K, fényessége a Napénak 13 400-szorosa, átmérője annak 7,8-szorosa, tömege 11-szerese. Ennek megfelelően már fősorozati ideje végére ért, a legközelebbi csillag a Naphoz, amely II típusú szupernóvává alakulhat. A másik csillag felszíni hőmérséklete 18 500 K, 1700 Napnak megfelelő fényerővel világít, átmérője annak 4-szerese, tömege 7-szerese, B2V fősorozati csillag. A két csillag egymáshoz nagyon közel kering, távolságuk átlagosan mindössze 0,12 CsE, közös gravitációs középpontjuk körül 4 napos a keringési periódusuk.
Látszó fényessége +0,92 és +1,04 között változik 4 napos periódussal. A változás nagyobbrészt annak a következménye, hogy a „csillag” számunkra látszó átmérője változik. A Spica elég forró ahhoz, hogy erős ultraviola sugárzást és röntgensugárzást bocsásson ki. Az erős röntgensugárzás valószínűleg a két napszél összeütközésének a következménye. A mérések szerint még három, halványabb csillag van a rendszerben.

## Történetei
Az ókori Egyiptomban a Spica feltehetően fontos szerepet játszott, neve „Lanthordozó”, és „Repa” volt (=úr). Sir Joseph Norman Lockyer angol csillagász szerint több nagyon fontos templom az ókori Egyiptomban és az ókori Görögországban a Spicának volt szentelve (aminek kapcsolata lehet a legendás egyiptomi kiválósággal, Ménésszel).
Gertrude és James Jobes szerint az ókori Kínában a Spica és az Arcturus voltak a sárkány két szarva, és a tavasz eljöttét azzal határozták meg, amikor a telihold a két fényes csillag között látszott. Megjegyzik ezen kívül, hogy a tavasszal való kapcsolat miatt választhatta Sou Szing, a hosszú élet istene otthonául a Spicát.

## Nevének eredete
A középkorban az arabok a Spicát Szunbulah néven ismerték. A 19. században író Smyth admirális megjegyzi, korábban volt egy törekvés arra, hogy a csillagot a Newton névre nevezzék át a nagy angol csillagász tiszteletére. A talán leginkább megmaradt alternatív név az Azimech. Ennek a névnek az eredete a középkori arab címre, az „Al Szimak al A’zal”-ra megy vissza, melynek jelentése: „a fegyvertelen Szimak”. Az Arcturus volt a másik Szimak, a fegyveres, „Al Szimak al Ramih”. R. H. Allen feltevése szerint a „Szimak” név jelentése: „magasra emelkedni”. Ennek azonban ellentmond a jelenkori csillagnév kutató, Paul Kunitzsch, aki szerint a „Szimak” név jelentése bizonytalan. A nevek ismert része (a fegyverrel rendelkező, illetve azt nélkülöző) talán arra való hivatkozás, hogy az Arcturus környezetében több, kevésbé fényes csillag található, míg a Spica környezetében egy sem. Az Eta Boötis (Muphrid) és néhány további csillag lehet az Arcturus lándzsája vagyis a fegyvere.
A „szpika” latinul és görögül kalászt jelent. A gabonaérés idején tűnt fel az égbolton az ókorban. A görögök a csillag felbukkanásával a termés beérésének idejét azonosították.

## Megfigyelése
A Szűz csillagkép (Virgo) megtalálásához segítséget nyújt, ha a Spicát sikerül megtalálnunk.

## Érdekességek
A közé a négy első fényrendű csillag közé tartozik, melyek fedésbe tudnak kerülni a Holddal és a bolygókkal. Ezek: Regulus, Spica, Antares, és Aldebaran. A Pollux kissé messzebb helyezkedik el az égi ekliptikától, ezért nem kerül teljes fedésbe a Hold mögött, de közel tud kerülni hozzá.
A Hold 2020-ig Magyarországról nézve kétszer is elfedi a Spicát.
- 2013. szeptember 8-án délután volt az első okkultáció. Az esemény nappali megfigyelését nagyban segítette az osztott körös vagy GOTO-s pozícióra állás: a fényes csillag így könnyen látható volt akár kis távcsővel is.
- Még ugyanezen év november 2-án bekövetkezett az újabb okkultáció. A belépés épp napkeltekor történt, de a 2%-os holdfázis miatt egyrészt a Hold sem volt látható szabad szemmel, ugyanakkor alacsonyan, mindössze 12 fokkal volt a horizont felett. A Hold folyamatos távcsöves követésével a 43 perccel későbbi kilépést is észlelni lehetett.

## Megjelenése a kultúrában
A japán Twin Spica (ふたつのスピカ, Futatsu no Supika) szeinen manga sorozatot a Spica csillag után nevezték el. A Spica kettőscsillag, csillagai egymás körül keringenek, ami megfelel a sorozatban hangsúlyt kapó barátság megjelenésének.